# Gautier
Gautier város az Amerikai Egyesült Államok Mississippi államában, Jackson megyében. Lakosainak száma 19 024 fő (2020. április 1.).

## Története
A város a franciaországi Lyonban élő Gautier családról kapta a nevét. Fernando Upton Gautier (1822–1891) egy teherhajón született, miközben szülei New Orleansba emigráltak. 1867-ben Gautier tágas birtokot hozott létre a Pascagoula folyó torkolatánál, amely ma is megtalálható. Jövedelmező fűrészmalmi vállalkozást indított a környéken, és a város ebből nőtte ki magát.

## Népesség
A település népességének változása:

| 2010 | 18 572 |
| 2020 | 19 024 |